# Thomas Nicholls
Pour les articles homonymes, voir Nicholls.
Thomas Nicholls est un boxeur anglais né le 12 octobre 1931 à Wellington et mort le 31 juillet 2021 à Telford.

## Carrière
Il participe aux Jeux olympiques d'été de 1952 en poids coqs et aux Jeux olympiques d'été de 1956 en combattant dans la catégorie des poids plumes. En 1956, il remporte la médaille d'argent de la compétition, s'inclinant en finale face au soviétique Vladimir Safronov.

### Parcours auxJeux olympiques
Jeux olympiques d'été de 1956 à Melbourne (poids plumes) :
- Bat Noel Hazard (Australie) aux points
- Bat Shinetsu Suzuki (Japon) aux points
- Bat Pentti Hämäläinen (Finlande) aux points
- Perd contre Vladimir Safronov (URSS) aux points

## Référence
1. ↑  (en) Résultats des Jeux olympiques 1956 (amateur-boxing.strefa.pl)